# Frías (Ayabaca)
Frías es un pueblo peruano, capital del distrito homónimo perteneciente a la provincia de Ayabaca del departamento de Piura, al norte del Perú. 

## Ubicación
Frías se ubica al suroeste de la provincia de Ayabaca, en el distrito de Frías, en el departamento de Piura.

## Demografía
En 2017 Frías tenía una población de 2000 habitantes.
| Gráfica de evolución demográfica de Frías entre 1993 y 2017 |
|                                                             |
| Fuentes: Población 1993 y 2017                              |